# توبي غريني
توبي غريني (بالإنجليزية: Toby Greene)‏ هو لاعب كرة قدم أمريكية أمريكي، ولد في 29 مارس 1899 في مقاطعة سوليفان في الولايات المتحدة، وتوفي في 3 أكتوبر 1967.